# Condado de Bamberg
El condado de Bamberg (en inglés: Bamberg County, South Carolina), fundado en 1897, es uno de los 46 condados del estado estadounidense de Carolina del Sur. En el año 2000 tenía una población de 16 658 habitantes con una densidad poblacional de 16 personas por km². La sede del condado es Bamberg.

## Geografía
Según la Oficina del Censo, el condado tiene un área total de 1023 km² (395 mi²), de la cual 1018 km² (393,1 mi²) es tierra y 5 km² (1,9 mi²) es agua.

### Condados adyacentes
- Condado de Orangeburg norte
- Condado de Dorchester este
- Condado de Colleton sureste
- Condado de Hampton sur
- Condado de Allendale suroeste
- Condado de Barnwell oeste

## Demografía
En el 2000 la renta per cápita promedia del condado era de $24 007, y el ingreso promedio para una familia era de $29 360. El ingreso per cápita para el condado era de $12 584. En 2000 los hombres tenían un ingreso per cápita de $25 524 contra $19 191 para las mujeres. Alrededor del 27.80% de la población estaba bajo el umbral de pobreza nacional.

## Lugares

### Ciudades y pueblos
- Bamberg
- Denmark
- Ehrhardt
- Govan
- Olar